# Hypnoonops lejeunei
Hypnoonops lejeunei är en spindelart som beskrevs av Benoit 1977. Hypnoonops lejeunei ingår i släktet Hypnoonops och familjen dansspindlar.
Artens utbredningsområde är Kongo. Inga underarter finns listade i Catalogue of Life.